# Las Tiesas Altas
Las Tiesas Altas, también conocida como Lastiesas Altas o Latiesas Altas en aragonés, es una localidad española integrada en el Valle del Estarrún (o Valle de Aísa), ubicado éste en la Jacetania, provincia aragonesa de Huesca. Las Tiesas Altas se considera una pardina y no un pueblo porque las casas que componen este lugar pertenecían a una misma familia. Se trataba de un caserío aislado y compuesto por cuatro viviendas, una iglesia y un pozo que fueron diseñados para el autoabastecimiento familiar donde vivían principalmente de la agricultura y de la ganadería.
En la actualidad, Las Tiesas Altas solo cuenta con un habitante perteneciente a la familia original de la pardina. A pesar de ello, en este pequeño lugar se ha creado una posada naturista que abarca tres de las cuatro viviendas que hay y es habitada durante las principales épocas de turismo por las personas que llevan el negocio. Esta pequeña aldea también ha servido de escenario para el rodaje de la película Que se mueran los feos, dirigida por el aragonés Nacho García Velilla.

## Situación
Se encuentra a 88,8 km de la ciudad de Huesca y a 15,5 km de Jaca. La pardina está situada a 1050 metros de altura, en el lado derecho del río Estarrún. 
El valle en el que se ubica la pardina está formado por tres pueblos: Esposa, Aísa y Sinués. También se pueden encontrar la pardina aledaña Las Tiesas Bajas y un pueblo abandonado, llamado Fraginal.

### Cómo llegar
Para llegar a la pardina de Las Tiesas Altas, hay que tomar el desvío hacia el municipio de Aisa en la ciudad de Jaca. Se accede por una carretera convencional.

## Arquitectura popular
La aldea está compuesta por edificios del los siglos XVII, XVIII y XIX. En ella podemos encontrar una pequeña iglesia sin uso pero aún conservada que consagra a San Antonio, un pozo cubierto y una plaza circular empedrada alrededor de la cual se disponen los edificios que conforman la pardina. Los principales materiales que se usaron para la construcción de los edificios fueron la piedra y la losa.

## Posada Naturista 'Las Tiesas Altas'

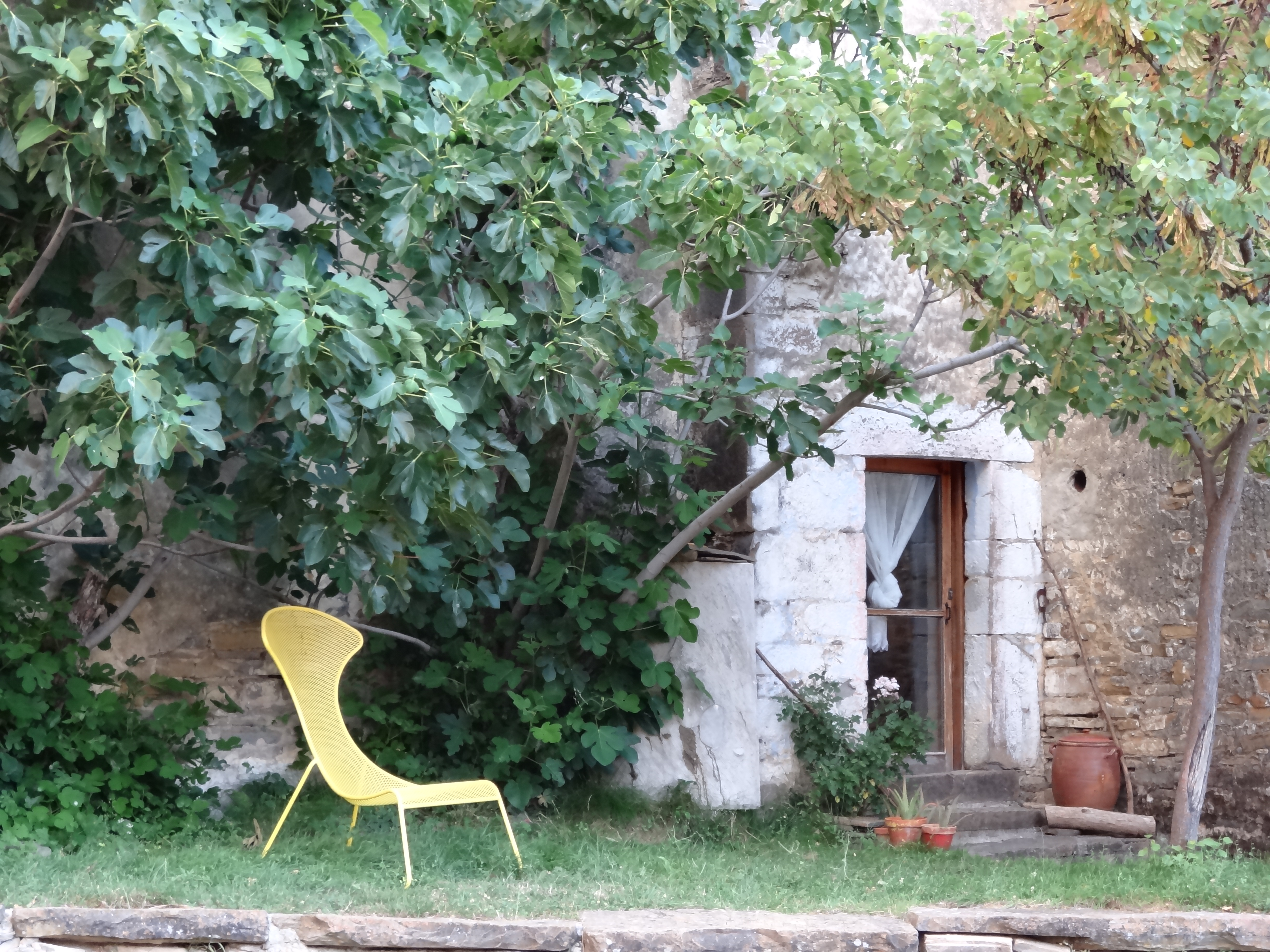
Fachada de la posada 'Las Tiesas Altas'.

La posada naturista cuenta con cuatro edificios independientes, pero adosados, construidos a partir del año 1627. En aquella época, estaban destinados a ser una herrería, una prensa de vino, un granero y un almacén cuya estructura está compuesta por suelos y tejados irregulares de piedra y losa. Además, se ha creado un espacio destinado al descanso, conservando la estructura y los espacios característicos de la época en la que se construyeron. La denominación de naturista se aplica en relación con la conexión que el lugar fomenta con la naturaleza y por servir un régimen lacto-vegetariano.